# All of the Above
All of the above es la décima producción de alabanza y adoración de Hillsong United, el primero grabado en estudio y el primero también de un proyecto en tres partes. Debutó como el número 6 en el ranking ARIA el 26 de marzo de 2007.
También alcanzó el número 1 en el ranking de música cristiana de Billboard, número 1 de ventas en Música Cristiana en Itunes, número 1 en el ranking Nielsen Christian SoundScan y llegó al número 60 en el ranking Billboard US Top 200.
El álbum fue lanzado en dos versiones, una fue la versión estándar y la segunda es una edición de CD + DVD. Esta última versión contiene un documental detrás de cámaras, la realización del álbum y 3 temas en vivo: Hosanna, Solution y Saviour King. El video musical del tema Point of difference no se encuentra en el DVD. Además la portada de esta versión es diferente a la estándar ya que ésta es de color dorada y la estándar es color verde-azul. 

## Lista de canciones
| Lista de canciones |                           |                                         |                   |          |  |
| N.º                | Título                    | Escritor(es)                            | Líder de alabanza | Duración |  |
| 1.                 | «Point of Difference»     | Joel Houston                            | Joel Houston      | 4:22     |  |
| 2.                 | «Break Free»              | Houston, Matt Crocker, Scott Ligertwood | Jonathon Douglass | 4:07     |  |
| 3.                 | «Desperate People»        | Houston, Michael Guy Chislett           | Houston           | 5:29     |  |
| 4.                 | «Devotion»                | Marty Sampson                           | Marty Sampson     | 5:59     |  |
| 5.                 | «Draw Me Closer»          | Dean Ussher                             | Jad Gillies       | 1:26     |  |
| 6.                 | «Lead Me to the Cross»    | Brooke Fraser                           | Brooke Fraser     | 4:18     |  |
| 7.                 | «Found»                   | Dave George                             | Gillies           | 6:02     |  |
| 8.                 | «Hosanna»                 | Fraser                                  | Fraser            | 5:30     |  |
| 9.                 | «For All Who Are to Come» | Ussher                                  | Fraser, Gillies   | 3:37     |  |
| 10.                | «Solution»                | Houston, Crocker                        | Houston           | 4:37     |  |
| 11.                | «My Future Decided»       | Jonathon Douglass, Houston              | Douglass          | 4:18     |  |
| 12.                | «Never Let Me Go»         | Houston                                 | Houston           | 6:01     |  |
| 13.                | «You»                     | Dylan Thomas, Paul Andrew               | Annie Garratt     | 5:03     |  |
| 14.                | «Saviour King»            | Sampson, Mia Fieldes                    | Gillies           | 12:16    |  |
| 73:05              |                           |                                         |                   |          |  |

## Premios y nominaciones
GMA Dove Awards
- 2008: El álbum fue nominado en la categoría: "Álbum de alabanza y adoración del año".[7]

## Posición en listas
| Lista                      | Máxima posición |
| -------------------------- | --------------- |
| ARIA Top 50 Albums Chart   | 6               |
| New Zealand Albums Chart   | 13              |
| Billboard 200              | 60              |
| Billboard Christian Albums | 1               |